# Carmen-Ausschnitt

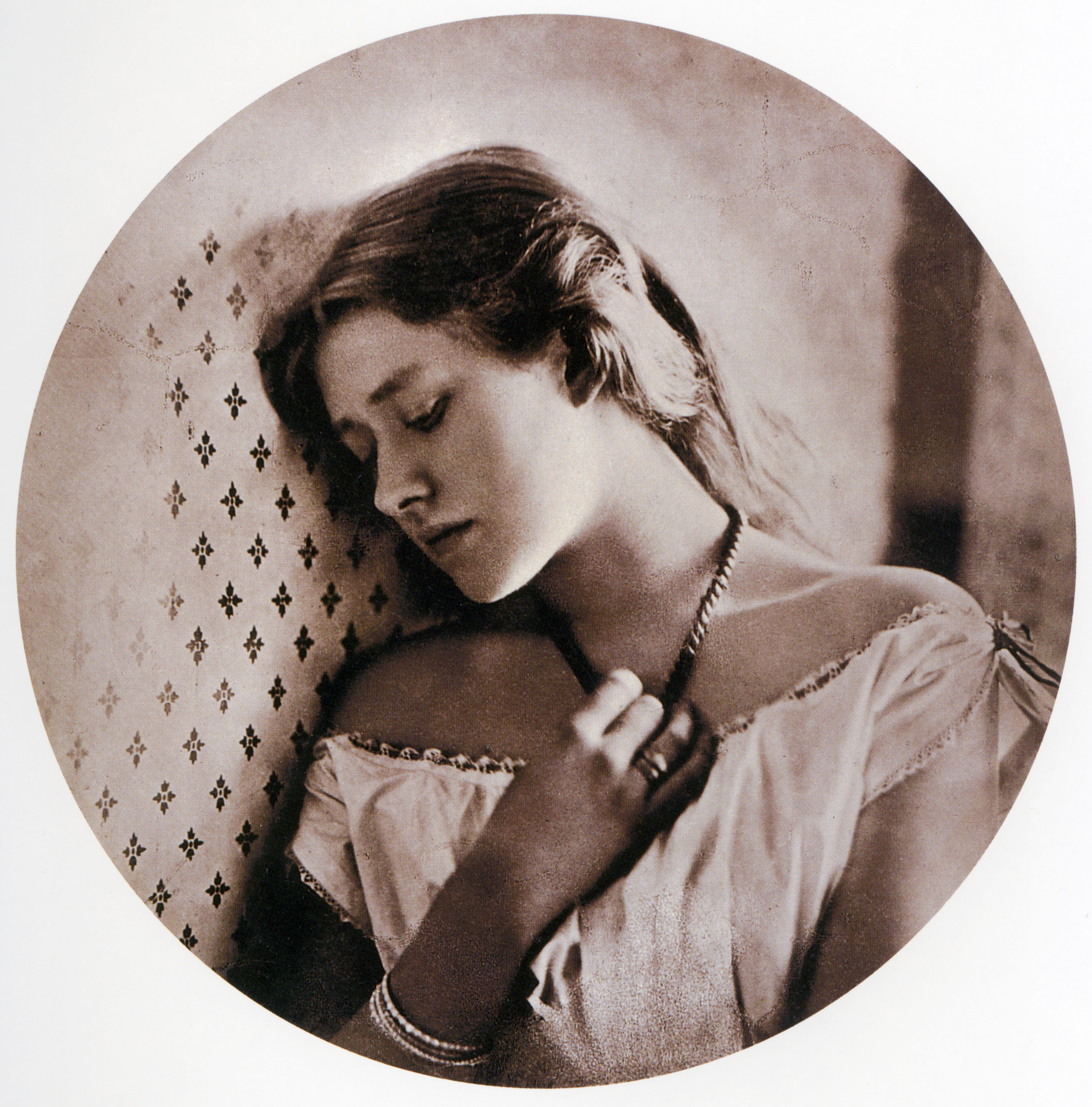
Ellen Terry mit Carmen-Ausschnitt

Ein Carmen-Ausschnitt ist ein tief sitzender, oft volantgeschmückter Ausschnitt der Damenoberbekleidung, der die Schultern frei lässt. Benannt ist der Carmen-Ausschnitt nach der Hauptfigur der Oper Carmen von Georges Bizet, der Zigeunerin Carmen. Dieser Bekleidungs-Typ geht auf  traditionelle Trachten Andalusiens (Flamenco-Kleid) zurück, die so auch als Carmen-Blusen oder Carmen-Kleid bezeichnet werden. Für Deutschland wurde dieser Ausschnitt in den späten 1970er Jahren Bestandteil der Folklore-Mode. Das gleiche Design lässt sich zuweilen auch bei Dirndl-Blusen der sogenannten Landhausmode finden, die eigentlich historisch hochgeschlossen waren.

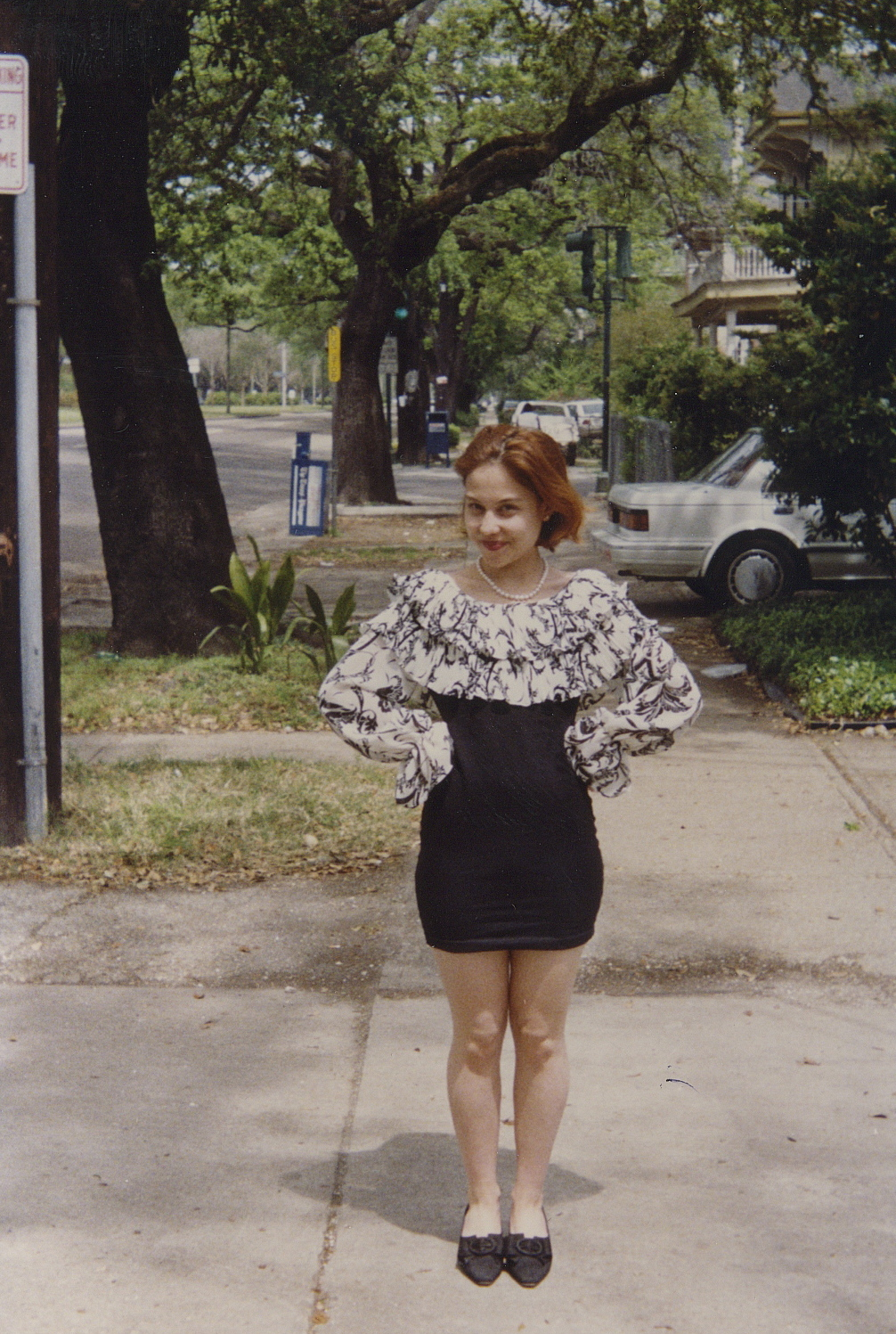
Kleid mit hochgezogenem, volantbesetztem Carmen-Ausschnitt.

Modelle mit brustbedeckendem Volant werden modisch oft mit engen Jeans oder langen Volantröcken kombiniert, und die Taille mit einem Korsett betont. 